# Matsutarō Kawaguchi
Pour les articles homonymes, voir Kawaguchi (homonymie).
Matsutarō Kawaguchi (川口 松太郎), né le 1er octobre 1899 à Tokyo et mort à l'âge de 85 ans le 9 juin 1985, est un romancier, dramaturge et scénariste japonais.

## Biographie
Kawaguchi est issu d'un milieu modeste du district d'Asakusa à Tokyo. Il est forcé de quitter le domicile familial à 14 ans pour chercher du travail. Il commence à écrire pendant son temps libre tout en effectuant divers travaux, dont l'un chez un prêteur sur gage, d'autres comme tailleur, policier ou postier. Il rencontre pendant cette période Mantarō Kubota qui l'encourage dans ses efforts littéraires.
Kawaguchi est arrêté à Kamakura en 1933, avec les autres écrivains Masao Kume et Ton Satomi, pour jeu de cartes illégal.
En 1935, Kawaguchi gagne le premier prix Naoki pour une histoire courte intitulée Tsuruhachi Tsurujirō. Il continue avec une série de romans, Aizen Katsura, sur une histoire d'amour mélodramatique entre une infirmière et un médecin, de 1936 à 1938. L'histoire devient un best-seller très populaire et lui apporte une célébrité considérable. Elle est plus tard adaptée au cinéma par Hiromasa Nomura avec les acteurs Kinuyo Tanaka et Ken Uehara, et est à la base de nombreuses séries TV.
Après la Seconde Guerre mondiale, Kawaguchi reprend son activité littéraire et publie des pièces de théâtre et des romans. Il gagne le Prix Eiji Yoshikawa pour son livre Shigurejaya Oriku, une série d'épisodes nostalgiques sur une prostituée qui devient propriétaire d'une maison close.
Beaucoup de ses romans seront adaptés au cinéma et il est longuement associé avec le studio Daiei. En 1965, il devient membre de l'Académie japonaise des arts. Il est décoré de l'ordre de la Culture par le gouvernement japonais en 1973. Sa femme est l'actrice Aiko Mimasu.
Kawaguchi gagne une deuxième fois le prix Yoshikawa Eiji pour son roman Shigurejaya Oriku, l'histoire une jeune fermière, vendue à un bordel, et qui devient propriétaire d'un célèbre salon de thé de Tokyo. L'histoire sera traduite en anglais par Royall Tyler.

## Adaptations au cinéma
- 1935 : Ojō Okichi (お嬢お吉?) de Tatsunosuke Takashima
- 1938 : Katsura, l'arbre de l'amour (愛染かつら, Aizen katsura?) de Hiromasa Nomura
- 1939 : Zoku aizen katsura (続愛染かつら?) de Hiromasa Nomura
- 1939 : Aizen katsura: Kanketsu-hen (愛染かつら 完結篇?) de Hiromasa Nomura
- 1944 : Trois Générations de Danjurō (団十郎三代, Danjurō sandai?) de Kenji Mizoguchi
- 1967 : Deux sœurs mélancoliques à Kyoto (古都憂愁 姉いもうと, Koto yūshū: Ane imōto?) de Kenji Misumi